# Vensholm
Vensholm er en lille, flad ubeboet ø i Langelandsbælt, ca. 1 km nordvest for Lolland. Farvandet mellem øen og Lolland kaldes Vensholm Sund.